# 한미 안보협의회의
한미안보협의회의(ROK-US Security Consultative Meeting, 이하 SCM)은 대한민국과 미국 양국의 주요군사정책 협의 조정 기구이다. 국방장관 수준에서 주요 안보 문제를 협의하고 이를 해결하기 위해 양국에서 번갈아가며 연례적으로 개최하는 회의이다.

## 개요
한국과 미국과의 각종 안보 현안 문제를 해결하는 협의기구. 1968년, 제1차 한·미 국방장관 회담을 시초로 매년 나라에서 교대로 열린다. 1971년부터는 두 나라의 국방장관을 대표로 하는 한·미 안보협의회로 정착되었다. 한·미 연합사령부의 창설 후 1978년부터, 두 나라간의 군사적인 문제를 협의하기 위해 양국의 합참의장을 대표로 하는 군사위원회가 따로 설치, 운영되고 있다. 이 회의에서는 두 나라의 제반 안보 문제, 한반도 및 동북아의 군사적 위협 평가 및 공동대책 수립, 두 나라 사이의 긴밀한 군사협력을 위한 의사 조정 및 전달. 한·미 연합방위력의 효율권 건설 및 운영하는 방법을 토의한다.

## 역사
- 1968년 4월 17일, 1·21 사태 및 푸에블로 호 납치 사건 등으로 한미 양국간 안보협의의 필요성이 대두되어 하와이에서 열린 정상회담에서 '한미 연례 국방각료회의'(Annual ROK-U.S. Defense Official Meeting)를 양국간 교대로 개최하기로 합의
- 1968년 5월, 제1차 한미 연례 국방각료회의 개최
- 1971년, 제4차 회의부터 '한미 안보협의회의'(ROK-US Security Consultative Meeting)로 명칭 변경
- 1977년 제10차 SCM, 한미연합군사령부 창설에 합의[1]
- 1978년 7월, 제11차 SCM, 핵우산 최초 명시. 이후 모든 SCM 공동성명에 미국의 핵우산 제공(continued provision of nuclear umbrella)이 포괄적으로 명기.
- 1979년, 박정희 대통령 시해사건(10.26 사건)으로 이 해만 미개최. 이후 매년 열리고 있음.
- 1994년, 평시작전권이 44년만에 미군으로부터 한국군에 반환.
- 2006년 10월 9일, 북한 1차 핵실험
- 2006년 10월 20일, 제38차 SCM에서 확장억제(extended deterrence) 공약을 첫 명시, 핵우산에서 확장억제로 변경. 용어의 차이는 핵우산 참조. 또한 전시작전권을 2009년 10월15일 이후, 2012년 3월 5일 이전에 환수받기로 합의.
- 2011년, 제43차 SCM에서 한미통합국방협의체(KIDD) 신설에 합의하였다.
- 2014년, 제46차 SCM에서 전시작전권 환수 시기를 구체적으로 정하지 않고 추후 협의하기로 합의.

- 2016년 9월 9일, 북한이 5차 핵실험을 단행했다.

- 2016년 10월 19일, 워싱턴에서 윤병세 외교장관과 존 케리 미국 국무장관이 만나서, 외교·국방 장관 2+2 회담을 갖고 미국의 대한국 확장억제 제공에 한국 측의 목소리를 현재보다 더 반영하는 확장억제전략협의체(EDSCG)를 신설하기로 결정했다.
- 2020년 제50차 SCM에서 연합방위지침 서명에 합의하였다.
- 2022년 제53차 SCM에서 2022년 내 한미연합사를 용산기지에서 평택기지로 이전하는데 합의하였다.[2]

- 2023년 1월 2일, 윤석열 대통령은 "과거의 '핵우산' '확장억제' 개념은 북한이 핵을 개발하기 전, (옛) 소련, 중국에 대비하는 개념으로서 '미국이 알아서 다 해줄 테니 한국은 걱정하지 말라는 것'"이라며 "(그러나) 지금은 그런 정도로 국민을 납득시키기 어렵다"고 말했다.

## 기능
한미 양국의 안보 문제 전반에 관한 정책 협의, 동북아시아와 한반도의 군사적 위협평가 및 공동대책수립, 양국간의 긴밀한 군사협력을 위한 의사조정 및 전달, 한미 연합방위력의 효율적 건설 및 운영방법을 토의하는 등의 기능을 수행한다.

## 구성
안보협의회의는 양국 국방장관 회담을 중심으로 한 본회의와 이를 보좌하기 위한 정책검토위(PRS)와 안보협력위(SCC), 군수협력위(LCC), 방산·기술협력위(DTICC), 공동성명위(JCC) 등 5개 실무분과위원회로 구성돼 있다. 이들 분과위원회는 SCM 개최 이전부터 모임을 갖고 의제선정 및 협상방향을 상호 점검하는 역할을 하고 있다.

## 기타
한미연합사령부의 창설에 따라 양국간의 군사적인 문제를 협의하기 위해 양국 합참의장을 대표로 하는 군사위원회회의(MCM)가 78년부터 매년 한미 안보협의회의와 같은 시기에 개최되고 있다.

## 같이 보기
- 아시아 안보회의
- 한미 군사위원회 회의
- 한미연합군사령부